# متنزه جمال عبد الناصر

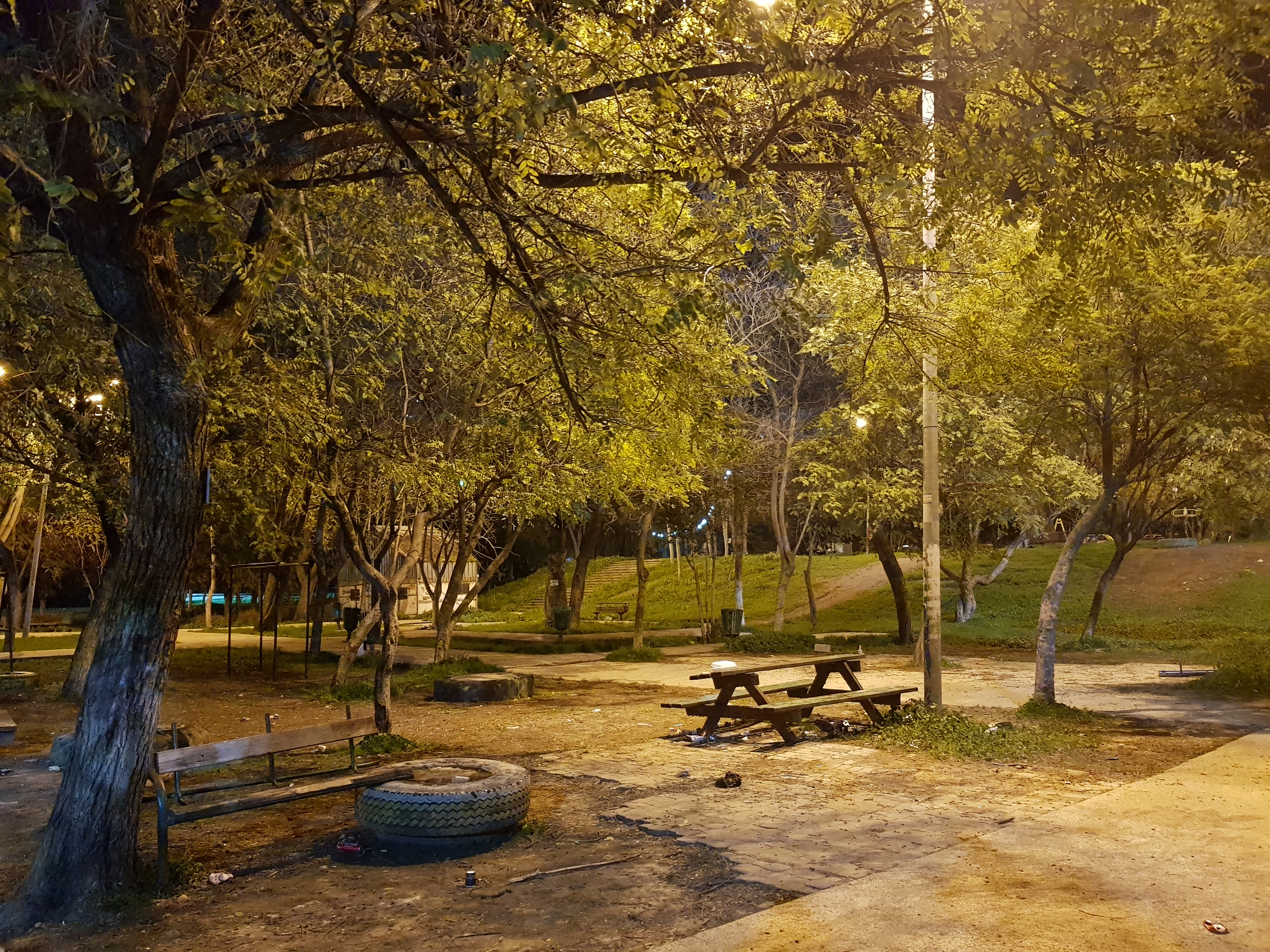
مقاعد في منتزه جمال عبد الناصر. 2-2019.

يقع متنزه جمال عبد الناصر هو أحد أبرز المساحات الخضراء العامة في مدينة نابلس، ويُعتبر من أكبر المتنزهات في المدينة. يقع في قلب المدينة، مما يجعله وجهة مفضلة للعائلات والأطفال.

## الموقع والمساحة
يقع متنزه جمال عبد الناصر في وسط مدينة نابلس، وتبلغ مساحته حوالي 75 دونمًا، مما يجعله من أكبر المتنزهات العامة في المدينة.

## المرافق والخدمات
يحتوي المتنزه على مقاعد وألعاب للأطفال، بالإضافة إلى قسم مخصص للعائلات.

### التطوير والصيانة
تقوم بلدية نابلس بالإشراف على المتنزه، وقد أعادت تهيئة وصيانة الألعاب فيه استعدادًا لصيف ممتع وآمن للأطفال.

## روابط خارجية

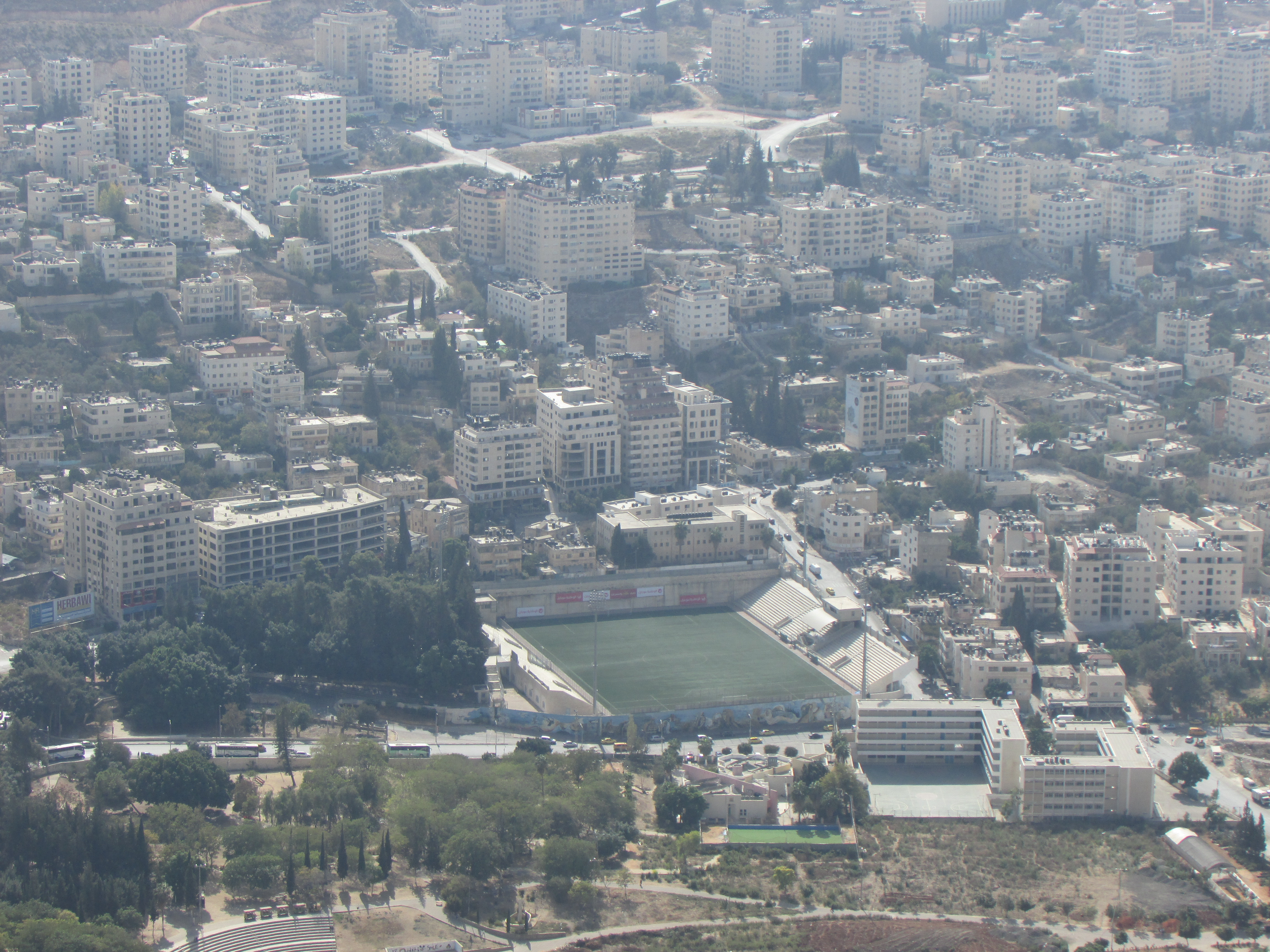
صورة من قمة جبل عيبال للمنتزه.

- بلدية نابلس